# Чёрный Мыс (Хабаровский край)
Чёрный Мыс — село в Комсомольском районе Хабаровского края. Входит в состав Ягодненского сельского поселения.

## География
Село находится на правом берегу реки Амур, на расстоянии 165 км к северо-западу от города Комсомольск-на-Амуре, административного центра района.

## Население
| 2002 | 2010 | 2011 | 2012 | 2021 |
| ---- | ---- | ---- | ---- | ---- |
| 233  | ↘198 | ↗200 | ↘197 | ↘142 |

## Улицы
| - ул. Зелёная, - пер. Лесной, - ул. Набережная, | - ул. Новая, - пер. Новый, - ул. Школьная. |